# Мохор Юрій Павлович
Ю́рій Па́влович Мохор (20 березня 1922, Київ — 23 лютого 1997, Боярка) — український художник, 1960 — нагороджений медаллю «За трудову відзнаку», 1976 — заслужений художник України, 1980 — лауреат премії ім. Касіяна.

## Короткий життєпис
Учасник Другої світової війни, брав участь у боях за Варшаву, кінець війни зустрів в Берліні.
1955 року закінчив Київський державний художній інститут, навчався по класу В. І. Касіяна та П. Д. Сльоти.
Учасник багатьох республіканських та всесоюзних виставок.
Вагомим є його внесок в художнє оформлення Літературно-меморіального музею імені М.Островського(краєзнавчий музей).
1997 року вже по його смерті відбулися ще чотири персональні виставки — одна в Боярському краєзнавчому музеї і три в Києві.
15 червня 2001 на будинку по вулиці Миру встановлено меморіальну дошку на його вшанування.
Серед його робіт: плакати —
- 1959 — «Комунізм — це молодість світу, і його будувать молодим»,
- 1967 — «Слався, Вкраїно Радянська»,
- 1968 — «Єдинство»,
- 1968 — «Шість орденів ВЛКСМ»,
- 1969 — «Ленін — творець першої в світі соціалістичної держави» — плакати у співавторстві з О. Терентьєвим,
- 1973 — «Сьогодні рекорд — завтра норма»,
- 1979 — «КПРС»,
- 1980 — «Заради життя на землі».